# American V: A Hundred Highways
| Совокупная оценка    | Совокупная оценка |
| Источник             | Оценка            |
| -------------------- | ----------------- |
| Metacritic           | 82/100            |
| Оценки критиков      |                   |
| Источник             | Оценка            |
| AllMusic             | [ 5 ]             |
| NME                  | 9/10              |
| Pitchfork Media      | 7.8/10            |
| Rolling Stone        | [ 7 ]             |
| Slant Magazine       | [ 8 ]             |
| Entertainment Weekly | A-                |
| The Guardian         | [ 2 ]             |

American V: A Hundred Highways — 93-й студийный альбом кантри-исполнителя Джонни Кэша, изданный в 2006 году, после смерти музыканта. Пятый альбом серии American Recordings, получившей своё название от одноимённого лейбла звукозаписи. American V: A Hundred Highways получил статус «золотого» альбома и однозначное признание критиков.

## Об альбоме
После выхода American IV: The Man Comes Around Джонни Кэш успел записать в студии около пятидесяти песен до того, как 12 сентября 2003 года его настигла смерть. Неоконченные записи помог завершить инженер звукозаписи Дэвид Фергюсон, при участии музыкантов: Бенмонта Тенча, Майка Кэмпбелла, Смоки Хормела, Мэтта Суини и Джонни Полонски. Часть этого материала вышла на настоящем альбоме, часть — на последнем альбоме серии American Recordings. Название «Сотни дорог» альбом получил от строчки из песни Рода МакКуина «Love’s Been Good to Me»: I have been a rover, I have walked alone, Hiked a hundred highways, Never found a home. Наиболее известной песней с American V стала «God’s Gonna Cut You Down», в музыкальном видео на неё снялось множество музыкантов и актёров, почитавших легендарного Джонни Кэша, это: Игги Поп, Крис Кристофферсон, Патти Смит, Фли, Шерил Кроу, Дэннис Хоппер, Вуди Харрельсон, Боно, Энтони Кидис, Кид Рок, Кит Ричардс, Джонни Депп и многие другие. В 2008 году это видео получило Грэмми в номинации «лучшее короткое музыкальное видео». 18 августа 2006 года альбом получил статус «золотого» по системе RIAA.

## Список композиций
| #   | Название                         | Продолжительность | Автор(ы)             | Изначально записана                                                                                          |
| --- | -------------------------------- | ----------------- | -------------------- | --- |
| 1.  | Help Me                          | 2:51              | Ларри Гатлин         | Кристофферсоном на альбоме Jesus Was a Capricorn (1972)                                                      |
| 2.  | God’s Gonna Cut You Down         | 2:38              | Народная             | Одеттой Холмс на альбоме Odetta Sings Ballads and Blues (1956), Элвисом на альбоме How Great Thou Art (1967) |
| 3.  | Like the 309                     | 4:35              | Джонни Кэш           | |
| 4.  | If You Could Read My Mind        | 4:30              | Гордон Лайтфут       | Лайтфутом на альбоме Sit Down Young Stranger (1970)                                                          |
| 5.  | Further On (Up the Road)         | 3:25              | Брюс Спрингстин      | Спрингстином на альбоме The Rising (2002)                                                                    |
| 6.  | On the Evening Train             | 4:17              | Хэнк Уильямс         | |
| 7.  | I Came to Believe                | 3:44              | Джонни Кэш           | |
| 8.  | Love’s Been Good to Me           | 3:18              | Род МакКуина         | Фрэнком Синатрой на альбоме A Man Alone (1969)                                                               |
| 9.  | A Legend in My Time              | 2:37              | Дон Гибсон           | Ройем Орбисоном на альбоме Lonely and Blue (1961)                                                            |
| 10. | Rose of My Heart                 | 3:18              | Хью Моффат           | Множеством различных музыкантов                                                                              |
| 11. | Four Strong Winds                | 4:34              | Ян Тайсон            | Дуэтом Ian and Sylvia, Джоно Денвером, Нилом Янгом                                                           |
| 12. | I’m Free from the Chain Gang Now | 3:00              | Лу Хершэр, Сол Клейн | Кэшем на альбоме The Sound of Johnny Cash (1962)                                                             |